# Final Fight Championship
Final Fight Championship je međunarodna borilačka organizacija koja organizira borbe mješovitih borilačkih vještina, kick-boksinga i boksa, sa sjedištem u Las Vegasu i uredom u Zagrebu. FFC je 2003. godine osnovao Orsat Zovko kao kick-boksing organizaciju, a 2013. se u program uvodi i MMA, da bi se 2016. uveli i boksački mečevi. 
Zbog jedinstvenog formata, FFC je trenutačno jedna od najbrže rastućih borilačkih promocija s priredbama u Europi i SAD-u i s više od stotinu boraca u svom 'rosteru'.

## Povijest
Prvi Final Fight događaj pod nazivom "The Final Fight: Stars War" održan je u 31. listopada 2003. u Domu sportova.   Final Fight čekao gotovo devet godina prije organiziranja svog drugog događaja pod nazivom "Cro Cop Final Fight". Događaj je održan 10. ožujka 2012. godine, u Areni Zagreb.  Krajem ožujka 2013. godine, Fight Channel je najavio niz turnira pod već poznatim imenom Final Fight, uz dodatak riječi "Championship".

## Trenutačni prvaci i kategorije
FFC trenutačno koristi 6 težinskih kategorija za borbe mješovitih borilačkih vještina i 5 težinskih kategorija za kickboks borbe.

### MMA
| Kategorija | Gornja granica (kg) | Trenutačni prvak          | Obrane |
| ---------- | ------------------- | ------------------------- | ------ |
| Teška      | –                   | Darko Stošić @ (FFC 26)   | 2      |
| Poluteška  | 93                  | Jeremy Kimball @ (FFC 27) | 0      |
| Srednja    | 84                  | David Mitchell @ (FFC 27) | 0      |
| Velter     | 77                  | Roberto Soldic @ (FFC 27) | 0      |
| Laka       | 70                  | Luka Jelcic @ (FFC 27)    | 0      |
| Perolaka   | 66                  | Filip Pejic @ (FFC 26)    | 1      |

### Kickboks
| Kategroija | Gornja granica (kg) | Trenutačni prvak            | Obrane |
| ---------- | ------------------- | --------------------------- | ------ |
| Teška      | –                   | Mladen Brestovac @ (FFC 24) | 3      |
| Poluteška  | 95                  | Pavel Zhuravlev @ (FFC 27)  | 0      |
| Srednja    | 84                  | Andi Vrtacic @ (FFC 28)     | 0      |
| Velter     | 81                  | Samo Petje @ (FFC 29)       | 0      |
| Laka       | 70                  | Samo Petje @ (FFC 27)       | 0      |

## Vanjske poveznice
- FFC  Arhivirana inačica izvorne stranice od 18. siječnja 2016. (Wayback Machine)